# Pesti Sakk-kör
A Pesti Sakk-kör az első magyar sakkegylet, amely egyes vélemények szerint 1839-ben alakult meg, de bizonyíték csak arra van, hogy 1842-ben már biztosan létezett a Wurm kávéházban.
Alapítói a kor legismertebb magyar sakkozói, Szén József, Grimm Vince és Löwenthal János Jakab voltak. Első elnöke Grimm Vince. 1849-ben a sakk-kört feloszlatták, újjáalakítását csak 1864-ben engedélyezték. Ez utóbbi első elnöke gróf Széchenyi Ödön mint alapító, alelnöke Erkel Ferenc volt. Később, 1865-től 1893-ig, haláláig Erkel Ferenc lett a kör elnöke. 1894-ben alakult meg a Pesti Sakk-kör és a Budapesti Sakkozó Társaság egyesülése révén a Budapesti Sakk-kör, mint a Pesti Sakk-kör jogutódja. A Budapesti Sakk-kört a Belügyminisztérium 1951 augusztusában oszatta fel.

## Megalakulása
Az önálló sakk-egyletek nyugaton is a kávéházakból nőttek ki, a kávéházak különszobáiban voltak e helyiségek. Londonban 1776-ban, Párizsban 1783-ban, Berlinben 1803-ban alakult meg az első sakkegylet. A híres Berliner Schachgesellschaft 1830-ban kezdte működését, a hamburgi ugyanakkor. Londonban a Westminster Chess Club, George Walker sakk-könyvíró köre 1831-ben kezd működni.
Szén József az 1830-as években többször járt Bécsben, Párizsban, Londonban és Berlinben, és az ottani tapasztalatait használta fel a sakk-kör megalapítása során. 1836−1839 között is külföldön járt, és több páros mérkőzést játszott a kor legerősebb sakkmestereivel Párizsban és Berlinben. Többek között 13−12-re legyőzte az akkori kor nemhivatalos világbajnokának tekintett Louis-Charles Mahé de La Bourdonnaist is. Külföldi útja során merült fel egy levelezési játszma lehetősége Pest és Párizs között. A játék lefolytatásához szervezeti keretekre volt szükség, mivel a győztesnek járó pénzdíjat letétbe kellett helyezni, de ezt az összeget (ezer forintot), csak részvénytársasági alapon lehetett előteremteni. Ezért legerősebb tanítványával Löwenthal János Jakabbal, valamint a korábban Bécsből Pestre települt Grimm Vincével és több más lelkes sakkozóval, akik közül még egy dr. Schenk nevű orvos, továbbá Heinrich Levitschnigg nevű német (osztrák) költő, aki a Wurm-házban lakott, nevét örökítette meg az utókor. 1839-ben a ma Dorottya-palotának nevezett Wurm-udvar kávéházában megalapította az első magyar sakkegyesületet, a Pesti Sakk-kört. A kör első elnöke Grimm Vince lett.

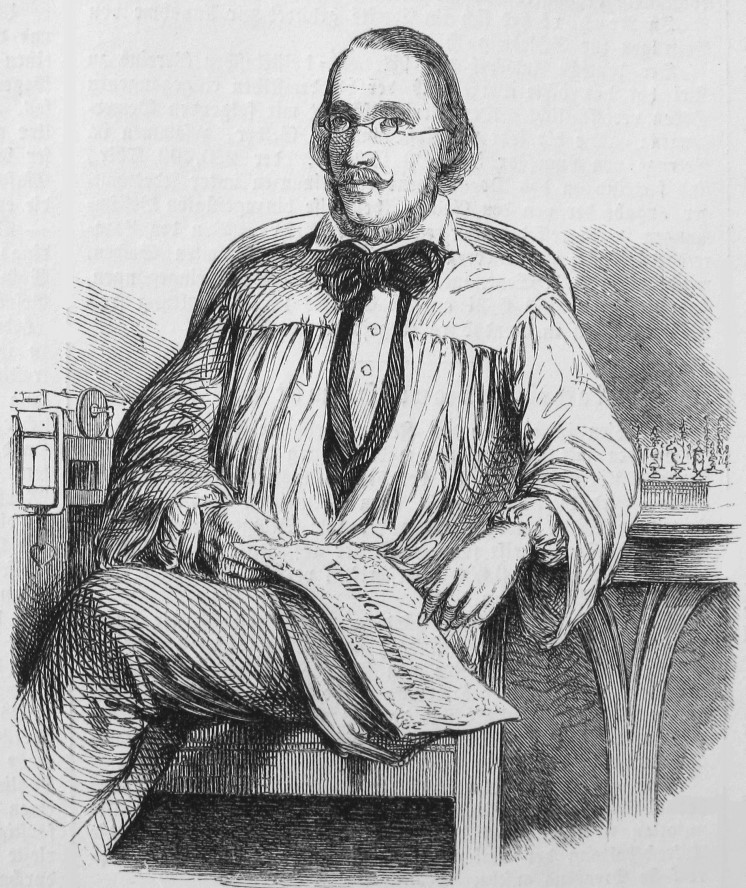
Grimm Vince a Pesti Sakk-kör első elnöke
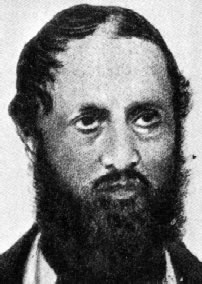
Szén József a Pesti Sakk-kör alapítója
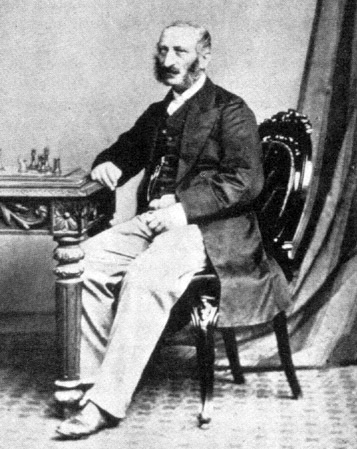
Löwenthal János Jakab a Pesti Sakk-kör alapító tagja

## A kör és tagjainak eredményei
A Pesti Sakk-kör kiemelkedő eseménye volt, amikor az 1843 májusától 1845 márciusáig tartó levelezési mérkőzésen 2−0 arányban legyőzték Párizs legerősebb sakkozóit. Magyar oldalról a Pesti Sakk-kör három legjobb játékosa: Grimm Vince, Szén József, valamint az ő tanítványa Löwenthal János állt ki. Őket támogatta a levelezési mérkőzésre javaslatot tevő bizottság, amelynek tanácskozásain Erkel Ferenc is gyakran részt vett. Ezen a mérkőzésen vetették be először a magyar megnyitást (1.e4 e5 2.Hf3 Hc6 3.Fc4 Fe7). A győzelem értékét különösen növelte, hogy a Café de la Régence-ben székelő párizsi sakk-kör korábban még egyetlen levelezési játszmát sem vesztett el. E győzelem a teljesen ismeretlen magyar sakkozást egyszerre ismertté és megbecsültté tette az akkori sakkvilág előtt, ami elég nagy publicitást jelentett, mert már volt sakklap, sakkrovat napi és heti lapokban, így a hír elég hamar elterjedt. A győzelmen felbátorodva 1848-ban a londoni sakk-kört akarták kihívni, de közbeszólt a forradalom és szabadságharc.
A Pesti Sakk-kör 1840-es évekbeli élgárdájához tartozott Erkel Ferenc, a kiváló karnagy és zeneszerző, aki később, 1850 körül már az egyik legerősebb játékosunk volt, valamint Oberbauer Jenő, aki gyakran szerepelt a bécsi sakk-kávéházakban is, neve a bécsi és berlini újságokban többször olvasható volt. Szén József a világ első nemzetközi sakktornáján, amely nemhivatalos világbajnokságnak tekinthető, 1851-ben Londonban az ötödik helyet szerezte meg úgy, hogy csak a győztes Adolf Anderssentől kapott ki. 1857-ben bekövetkezett halála után már Erkel Ferencet tekintették a legerősebb magyar sakkozónak.
Löwenthal János Jakab 1846-ban Bécsbe költözött, majd a szabadságharc leverése után, mivel tisztséget viselt a magyar kormányban, az Amerikai Egyesült Államokba emigrált. 1857-ben megnyerte a Manchesterben rendezett első brit sakkbajnokságot, az elődöntőben legyőzve Adolf Anderssent, akit akkor a világ legjobbjának tartottak. 1858-ban megvédte bajnoki címét. 1858−1859-ben a világ második legerősebb játékosának számított Paul Morphy mögött.  1865-ben az újjáalakult Pesti Sakk-kör tiszteletbeli tagjává választották.
Grimm Vince, aki térképész és litográfiai intézet tulajdonosa volt, a szabadságharc lelkes híveként 1848-ban az állami nyomda vezetője lett. Kossuth Lajos őt bízta meg a Kossuth-bankók nyomtatásával, amelynek litográfiáját is ő készítette. A Szent Korona elásásánál is ott volt Orsova közelében, és a bankóügy miatt elsőrendű főbűnösnek számított az osztrákok szemében, ezért a szabadságharc bukása után neki is emigrálnia kellett. Murad bej néven a török térképészeti intézet vezető állású tisztje lett őrnagyi rangban, az aleppói intézetben. 1868-ban hazatért Pestre, ahol a sakk-kör 1869-ben tiszteletbeli elnökévé választotta.

## A sakk-kör újjáalakulása

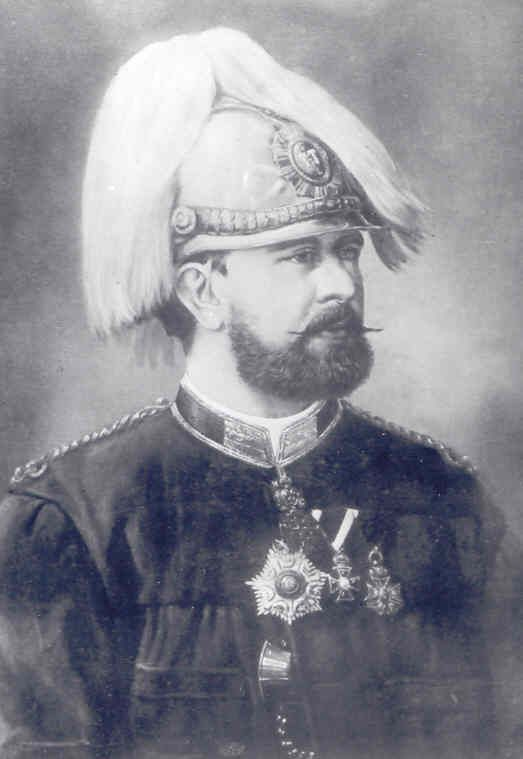
Széchenyi Ödön, az újjáalakult Pesti Sakk-kör első elnöke az 1860-as években

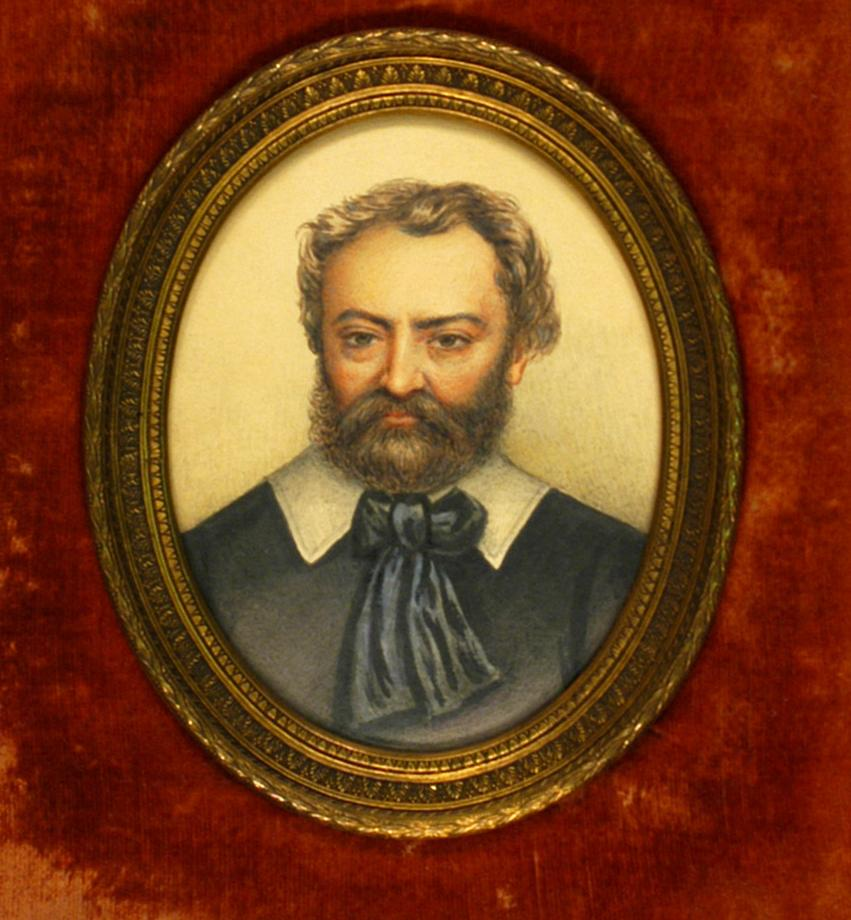
Erkel Ferenc, a Pesti Sakk-kör elnöke 1865-től haláláig

Az 1848–49-es forradalom és szabadságharc leverése után mindenféle klubtevékenységet betiltottak, köztük a sakk-klubokat is, így a Pesti Sakk-kört 1849-ben feloszlatták.
A sakk-kört betiltották, de a magyar sakkozók továbbra is lelkesen űzték a játékot. Az 1850-es években a merészebb tagok az Európa Szálló kávéházát kezdték látogatni, ügyelve arra, hogy sokan egyszerre ne legyenek. Szén József a világ első nemzetközi sakktornáján, 1851-ben Londonban az ötödik helyet szerezte meg, ahol csak az első helyezett Adolf Anderssentől kapott ki.
A Pesti Sakk-kör tagjai 1859 óta már erősen szorgalmazták az egyesületalakítási, illetve újjáalakítás! szándékukat. 1859 májusában Erkel Ferenc vezetésével 23 taggal formailag meg is alakultak, majd kérelmüket beadták. Ezt azonban azzal az indoklással utasították el, hogy nem látható be, miért kell a sakkozóknak egyletbe tömörülniük, mikor két sakkozó bármikor, bárhol sakkozhat egymással. Ezt követően Széchenyi István fia, gróf Széchenyi Ödön a tagok kérelmére több éven át ostromolta a hatóságokat a kör engedélyezéséért. Végül Pest város főkapitánya 1864. június 23-án adta meg az engedélyt. A Nádor és a Vigyázó Ferenc utca sarkán a volt Velence kávéház külön termében alakult meg újra a Pesti Sakk-kör 72 taggal 1864. október 16-án. A Velence Kávéház volt a magyar Café de la Régence, csaknem negyedszázadig a magyar sakkozók otthona. Az alakuló ülésen megegyeztek abban, hogy a tisztikar megválasztására a közeli közgyűlésen kerül sor. Ez a közgyűlés 1865. január 22-én elnöknek választotta gróf Széchenyi Ödönt, alelnöknek Erkel Ferencet. A magyar sakkozás fejlesztése körüli érdemeikért tiszteletbeli taggá választották Löwenthal János Jakab sakkmestert, valamint Willmers Rudolf zongoraművész bécsi lakost, híres sakkfeladványszerzőt.
A sakk-kör első versenyét 1865. február 2. és március 12. között rendezték 21 résztvevővel. A versenyt Cseresnyés István nyerte. Győzelmét 1866-ban 16 játszmából szerzett 16 ponttal, 100%-os teljesítménnyel megismételte.
1865. november 12-én Széchenyi Ödön elfoglaltságára hivatkozva lemondott elnöki tisztségéről, helyette Erkel Ferencet választották meg. Ebben az évben ifjabb gróf Bethlen János két aranyat ajánlott fel valamilyen sakkpályázat céljára. Megállapodtak, hogy az összeget egy „probléma-torna” díjazására fordítják, és gróf Bethlen-díj címen annak második helyezettje számára ajánlják fel. (Az első díjat a Pesti Sakk-kör adta volna.) Ez azonban nem valósult meg, a probléma-torna helyett egy rendes versenyt rendeztek 1866-ban, amelyet ebben az évben is Cseresnyés István nyert meg.
1866 januárjában a sakk-kör a Velence kávéházból átköltözött a Hajó és Sütő utca sarkán levő Korona kávéházba, majd 1867-ben visszaköltöztek régi helyükre, amelynek ekkor már új tulajdonosa volt. Ebben az évben Erkel Ferencet meghívták az 1867-es párizsi sakktornára, aki azonban a meghívást nem fogadta el, mert akkoriban már kevesebbet játszott.
1868. novemberben a sakk-kört meglátogatta a 20 év után hazatelepülő Grimm Vince, és a hónap végén a 19. század egyik legerősebb versenyének tartott 1867-es párizsi torna pozsonyi magyar születésű győztese, Kolisch Ignác. A kör éves versenyét Jacobi Samu nyerte. Az 1869-es közgyűlés Grimm Vincét tiszteletbeli elnökévé, Kolisch Ignácot tiszteletbeli tagjává választotta. Az 1870-es versenyt ismét Jacobi Samu nyerte, aki eredménye alapján meghívást kapott az 1870-es badeni tornára, részvételére azonban nem került sor. Anyagi okok miatt a kör nem tudta képviseltetni magát az 1870-es grazi kongresszuson sem. Ezen a kongresszuson egy tervezetet vitattak meg, amely egy osztrák–magyar sakkszövetség megalapításáról szólt. A tervek szerint a sakkszövetség első kongresszusát Pesten, a másodikat Prágában, a harmadikat Bécsben tartották volna. A Pesti Sakk-kör a kongresszus megszervezését anyagi okok miatt nem tudta vállalni, bár a sakkszövetség létrehozását támogatták. A sakkszövetség végül nem alakult meg. 1870-ben három kieséses rendszerű versenyt is rendeztek. Az első kettőt Taraba Károly nyerte, a harmadikat Schwarz Adolf.
1872. január 15-én hunyt el a Pesti Sakk-kör első, és akkori tiszteletbeli elnöke Grimm Vince. 1874 októberében Budapesten ifjúsági sakk-kör alakult 23 taggal.
1884-ben a budai oldal sakkozói Erkel-sakktársaság néven megalapították saját sakk-körüket a II. kerület Corvin tér 13-ban.
Az 1885-ös országos kiállítás alkalmából a Pesti Sakk-kör egy nemzetközi versenyt tervezett, azonban ez nem valósult meg.
1887-ben a kör választmányi tagjává választották Ziegler Gézát (Gárdonyi Géza), aki aktív sakkversenyző, és korábban a győri sakkélet egyik szervezője volt. A tagság ekkor mindössze 26 fő, és az arra az évre eltervezett két esemény is elmaradt az érdeklődés hiánya miatt. A sakk-kör 1889 januárjában a Zrínyi utca és a Bálvány utca sarkán levő Mocca-kávéházba költözött, mert a Velence-kávéház a tulajdonos halála miatt megszűnt. Az átköltözés után a sakkélet némileg felpezsdült, több versenyt is rendeztek.

## A Budapesti Sakk-kör létrejötte

### A Budapesti Sakkozó Társaság
1889. augusztus 15-én a Nádor utca 5. alatti Tigris Szálló kávéházában megalakult a Budapesti Sakkozó Társaság (BST), amelynek első elnökévé Lehner Vilmos tanárt választották. A BST népszerűsége egyre nőtt, míg a Pesti Sakk-kör tagjai megfogyatkoztak. Az új kör 1889. szeptembertől egy szaklapot adott ki Makovetz Gyula szerkesztésében Budapesti Sakk-Szemle címmel, ezt a Pesti Sakk-kör évtizedek alatt nem tudta megvalósítani. Az Erkel-társaság hamarosan beolvadt az új sakk-körbe. A BST-nek 1889-ben már 80 tagja volt, és sok vidéki tag is jelentkezett. 1890-ben átköltöztek a Velence Kávéházba, ugyanoda, ahonnan a Pesti Sakk-kör korábban kiköltözött. Az azévi versenyükön 40 játékos vett részt. 1889. október 20-án a BST első közgyűlésén megválasztották a kör vezetőségét, amelynek elnöke Jónás Ödön országgyűlési képviselő lett.
1890-ben a Budapesti Sakkozó Társaság versenyén az első helyet Makovetz Gyula szerezte meg Lehner Vilmos előtt. Az 1890. augusztus 31-én Grazban rendezett sakk-kongresszuson a Budapesti Sakkozó Társaság képviseltette magát. Ezen a kongresszuson alakult meg az Osztrák-Magyar Sakkszövetség, amely azonban a gyakorlatban nem működött. A kongresszussal párhuzamosan rendezett nemzetközi mesterversenyt Makovetz Gyula nyerte, a későbbi világbajnok Emanuel Lasker csak a harmadik helyen végzett.
A Budapesti Sakkozó Társaság 1891-ben elkezdett, 1892-ben befejeződött versenyén ismét Makovetz Gyula nyert. 1892-ben a BST a Velence-kávéházból a Justitia kávéházba költözött át.
A Pesti Sakk-kör és a Budapesti Sakkozó Társaság a millenniumi ünnepség idejére nemzetközi versenyt tervezett, amelynek érdekében közös szervezőbizottságot hoztak létre. Ennek tiszteletbeli elnöke Erkel Ferenc, elnöke Jónás Ödön, titkára Lehner Vilmos volt.

### Az egyesülés
A Budapesti Sakkozó Társaság elnöksége már 1890-ben felajánlotta a Pesti Sakk-kör számára az egyesülést, amelyet az akkor már 80 éves, idős Erkel Ferenc visszautasított. Erkel Ferenc halála után 1893-ban az addigi alelnököt, Ungár Ignácot választották elnökké, Bláthy Ottó Tituszt alelnökké.
A Pesti Sakk-kör az utolsó közgyűlését a Mocca-kávéházban tartotta 1894. január 26-án. Az előző évben egyetlen versenyt sem sikerült rendezniük az érdeklődés hiánya miatt. A két sakkegylet egyesülésének gondolata ismét felvetődött. Tárgyalások után a két vezetőség 1894 februárjában közös helyiséget bérelt az István főherceg Szálloda kávéházában (Akadémia utca 1, Béla utca sarok), ahol 1894. december 22-én, illetve december 29-én folytatott közgyűlésen a fúzió létrejött, és megalakult a Budapesti Sakk-kör. Az új egyesület az 1839-ben alapított sakk-kör jogutódjának tekintette magát.
A Budapesti Sakk-kör tiszteletbeli elnöke Jónás Ödön, elnöke Ungár István, alelnökök Ehrenstein Mór ésLehner Vilmos, titkár Schuster Zsigmond, pénztárnok Feldmann József, ellenőr Sütő János, háznagy Havasi Artur; választmányi tagok: Bláthy Ottó Titusz, dr. Exner Kornél, Fleissig Sándor, dr. Győri Lipót, Heller Mór, dr. Jacobi Samu, Makovetz Gyula, Maróczy Géza, Pfeifer Ignác, dr. Pollák Manó, Pottornyai Vilmos, dr. Theiss Imre.
A Budapesti Sakk-kör első nagy versenyét 1895-ben Maróczy Géza nyerte.

## Vita a Pesti Sakk-kör alapításának idejéről
Hivatalos írásos feljegyzések hiányában a Pesti Sakk-kör alapításának dátuma kérdéses, és a pontos évszámot, időpontot illetően a sakktörténettel foglalkozó szakirodalomban a mai napig vita folyik. A legutóbbi kutatások egyik iránya szerint az 1839-es alapítási év bizonyítottnak tekinthető, a másik vélemény szerint csak az bizonyított, hogy 1842-ben már létezett Pesten egy sakkegyesület. A szakmai vita csupán arról folyik, hogy jogilag (de jure) már 1839-től létezett-e a Pesti Sakk-kör, abban a vitázó felek egyetértenek, hogy szervezetileg (de facto) 1839-től beszélhetünk szervezett sakkéletről Magyarországon.
Mivel 1852-ig az egyesületek, így a Pesti Sakk-kör számára is, nem volt kötelező a bejelentés, ezért hivatalos iratok a megalakulásról nem maradtak fenn. A magyar nyelven elérhető sajtóinformációk ebben a kérdésben nem nyújtottak megbízható, perdöntő bizonyítékokat. A Pesti Sakk-kör történetét a Magyar Sakkvilág 1913–1914-ben folytatásokban közreadó, hiteles dokumentumokon alapuló tanulmány nem tartotta kielégítően bizonyítottnak egy hatvan évvel később (1893-ban, illetve 1900-ban) megjelenő sakklexikon 1839-es alapításra vonatkozó adatát, és a Pesti Sakk-kör alapításának idejét csak az újraalapítástól, 1864-től tárgyalta. A külföldi szakirodalom későbbi tanulmányozásának eredményeként az bizonyítottnak tekinthető, hogy Pesten már 1842-ben vagy azt megelőzően létezett egy sakk-kör, amelynek elnöke Grimm Vince volt. Az egyik álláspont szerint már 1839-től, a másik szerint csak 1842-től mondható ki biztosan, de nem zárja ki azt, hogy már előbb, akár 1839-től, de erre viszont a tanulmány szerzője szerint nincs cáfolhatatlan bizonyíték.
Egy létező forrás, a Schach-Jahrbuch für 1892/93 és 1899/1900. évi kiadása tartalmazza az 1839-es dátumot, amelyet vitatnak, de a vitákban ennek egyértelmű cáfolata sem merült fel, ezért a Pesti Sakk-kör 1839-es alapítási éve terjedt el mind a magyar, mind a külföldi szakirodalomban. Az is kimondható, hogy szervezett magyar sakkéletről 1839 óta beszélhetünk, függetlenül attól, hogy ennek jogi szervezeti keretei már abban az évben létrejöttek-e, vagy csak néhány évvel később.

### Az 1839-es alapítás melletti érvek
Az 1839-es alapítás mellett Bottlik Iván érvel egy 1985-ben a Sakkéletben megjelent cikkében. Érvelésének alátámasztására hét „bizonyítékot” sorol fel:
Az első bizonyíték a Le Palamède című francia sakklap 1842. évi 264. oldalán közölt eredeti levél. Ez a levél a párizsiak által elfogadott kihívásra küldött második pesti levél, amely már tartalmazta az első lépést is. (Az első levél maga a mérkőzésre szóló kihívás volt.) A levél 11 aláírót tartalmaz azzal a kikötéssel, hogy közülük bármely kettő aláírása esetén érvényes az elküldött lépés. Grimm Vince neve mellett szerepel az "elnök" szó. Ez csakis a Pesti Sakk-kör elnöki tisztségére utalhat, mivel ha a levelezési játszmák vitelére összejött alkalmi csoportosulás elnöke volna, ennek közlése csak akkor lenne indokolt, ha ezzel bizonyos jogok vagy kötelességek járnának együtt. Itt pedig erről nincs szó. Ez legalábbis azt bizonyítja, hogy 1842-ben már biztosan létezett a Pesti Sakk-kör, és elnöke ekkor még Grimm Vince volt.
A második bizonyíték a Schachzeitung című német sakklap 1846. évi 22. oldalán olvasható, mely szerint „Grimm úr, a Pesti Sakk-kör korábbi elnöke rövid idővel ezelőtt Bécsben a Bilguer-féle sakkjáték kézikönyv kiadójával 5 játszmát játszott...” Ebből kiderül, hogy 1846-ban a Pesti Sakk-kör létezett, és elnöke már nem Grimm Vince volt.
A harmadik bizonyíték a kör létezésére a Schachzeitung című német sakklap 1846. évi 40. oldalán olvasható, amely ismerteti azt, hogy a pestiek legyőzték a párizsiakat, és hogy a Berlini Sakktársaság is ki akarta hívni a pesti gárdát, de a Klub (azaz a Pesti Sakk-kör) időközben felbomlott. Az írásban szereplő Pesther Gesellschaft és a Klub in Pesth kifejezés csak egy ténylegesen meglevő sakk-körre utalhatott.
A negyedik bizonyíték ugyancsak a Schachzeitung című német sakklapban olvasható, annak az 1850. évi 186. oldalán. Itt egy téves, nem sokkal később cáfolt halálhír jelent meg Grimm Vincéről: „Grimm úr, a most feloszlatott Pesti Sakk-kör korábbi elnöke, Szén és Löwenthal urak után Magyarország legerősebb játékosa, meghalt.” Ez is bizonyítja a kör korábbi létezését, és Grimm elnökségét, valamint azt is, hogy 1846-ban még nem oszlott fel, hanem a szabadságharcot követően oszlatták fel. Az ötödik bizonyíték, amely a francia La Régence című sakklapban jelent meg az 1850. évi 92. oldalon, is ezt a téves halálhírt közli, és szintén tartalmazza azt, hogy Grimm Vince a Pesti Sakk-kör elnöke volt.
A perdöntő bizonyítéknak a Schach-Jahrbuch für 1892/93 és 1899/1900. évi kiadásait tekinti. A Johann Berger által kiadott évkönyv a kor sakklexikona volt. Ez a mű mindkét kiadásában 1839-re teszi a Pesti Sakk-kör alapítását. A második kiadás előszavában Berger külön is megemlíti, hogy az első kiadás adatait ellenőrizte, ha kellett, kijavította. Ha nem változtatott az adaton, az azt jelentette, hogy a pesti sakkozók nem jeleztek hibát — pedig akkor még sok olyan sakkozó élt, aki még ismerte a szabadságharc előtti sakkozók némelyikét, tehát első kézből származó információkkal rendelkeztek.
Bottlik Iván álláspontját látszik igazolni az is, hogy az 1929-ben rendezett Szén-emlékversenyt a korabeli sakkújság híradása szerint a Budapesti Sakk-kör 90 éves jubileuma alkalmából rendezték. A Magyar Sakkszövetség az 1939-es évet centenáriumi évnek nevezte, és ebben az évben az első magyar sakkegyesület megalakulásának 100. évfordulójának tiszteletére több versenyt is szervezték. A Magyar Sakkvilág 1939. augusztusi száma adott hírt arról, hogy a Budapesti Sakk-kör alapításának századik évfordulója alkalmából ünnepi közgyűlést rendeztek.

### Az 1842. évi alapítás melletti érvek
Először Négyesi György vetette fel 2001-ben, hogy az 1839-es dátum a jogi szervezeti keretekre sem közvetlenül, sem közvetve nem bizonyított. Szerinte „két ok miatt kétséges a Kör jogi megléte. Egyrészt Vidor Zsigmond írja a nekrológban, hogy Erkel többször beszélt ezekről a levelezési játszmákról, ahol nézőként vett részt, de nem beszélt Körről, hiszen ha az létezett volna jogilag, Erkel nyilván belépett volna. Maga Vidor is ebben a nekrológban azt írja, hogy szerinte ekkor még nem létezett a Pesti Sakk-kör”. A másik ok, ami miatt Négyesi György kételkedik, hogy mindenki 1839 óta beszél a Sakk-körről, ugyanakkor a Hirnökben 1840-ben a következőket írták: "Miután e` köz mulató s étkezési helyek közt a` "magyar királyi" s "wurm udvari" kávéházat, mellyek előtt virágládákkal övedzett roppant hosszúságú pamlagok hivogatják a` sétálót pihenésre, kávézásra s `fagylaltozásra." Ebben az időben a sakk nem közismert, tehát ha itt valami ilyen furcsaság van, akkor szerinte megemlítették volna.
Kazimir Edit a Magyar Sakkvilágban 2012-ben, majd Négyesi Györggyel közösen jegyzett cikkében 2015-ben kétségbe vonja az 1839-es alapítási évre vonatkozó egyértelmű bizonyítékokat, és bizonyítottnak csak azt látja, hogy 1842-ben már biztosan létezett Pesten egy sakk-kör, amelynek elnöke Grimm Vince volt. Kutatásuk szerint Pest város képviselője a Párizs-Pest levelezési játszma során a Pester Schachverein volt, amely ezen a néven 1842. november 14-én alakult meg, és később nevezték el Pesti Sakk-körnek. Elképzelhetőnek, sőt bizonyíthatónak tartják, hogy már 1842 előtt is klubszerű formában a Wurm-kávéházban összegyűltek az akkori kor sakkozói, de ez – véleményük szerint – nem volt hivatalos, jogi értelemben vett egyesületi keretek között zajló egyesület. A hivatalos formára a Párizs-Pest levelezési játszma miatt volt szükség, és ennek érdekében alakult meg egy egyesület. Ez utóbbi állításukat a Pester Schachverein titkárának, Joseph Taufsteintnek a Pesther Tageblattban 1842. november 20-án német nyelven megjelent helyreigazítására alapozzák. Taufstein nevét 2011-ig nem ismertük, s ő ténylegesen a titkár lehetett mert a Pester Tageblatt megszűnéséig folyamatosan közölte a két játszma lépéseit. Taufstein azzal kezdi a helyreigazítást, hogy azért jöttek össze, hogy megalakítsák az egyesületet a Pest-Párizs mérkőzés lebonyolítására.
A német szöveg fordítása Kazimir Edit munkája:
A Pesther Tageblattban németül megjelent közlemény magyar fordítása:
1842. november 20, szerda, 276. szám.
A következő levelet kapta a szerkesztőség a sakk-klubtól:
Ön a lapjának a 16-i számában hírt adott az itt megalakult sakkegyesületről. Mivel Önt ebben az ügyben teljesen tévesen tájékoztatták, megbízást kaptam, hogy közöljem Önnel az ügy valódi állását, azzal a kéréssel, hogy azt azonnal nyilvánosságra akarjuk hozni.
Annak következtében, hogy a két híres sakkvirtuóz, Szén és Löwenthal urak a párizsi sakkegyesülethez utaztak, és ugyanők kezdeményeztek két levelezési sakkjátszmát, e hó november 13-án több sakkbarát összegyűlt, köztük sok előkelőség és kitűnő sakkjátékosok, hogy megalakítsák az ebben a szellemi játékban résztvevők egyesületét. November 2-ra dátumozták, és St. Amant (a németben Amane), Saftas, Chambouillet, Kieseritzky, Devinck, Guingret tábornok írták alá az elfogadási iratot, amelyet felolvastak. Így hangzik:
- 1. A rögzített játszma-letét 1250 Frank vagy 500 S.M (valószínűleg Scheide Münze = váltópénz)
- 2. A Labourdonnais által a Palamede-ben lefektetett szabályok szerint játsszák a játékot.
- 3. Egy időben két játszma folyik, az egyikben a párizsi, a másikban a pesti fél teszi az első lépést; aki az első lépést teszi, az játszik világossal.
- 4. Az egész letét azé a játékosé, aki győz, akár mindkét játszmában, akár csak az egyikben, ha ugyanis a második döntetlen lesz. Ha mindkét félnél egyenlő előny van, vagy ha mindkét játszma döntetlen, akkor mindegyik említett fél visszakapja a letétjét.
- 5. A levelezés francia nyelven folyik.
- 6. Minden egyes lépést 6 napon belül el kell küldeni, a késedelemért kölcsönösen naponta 25 Frank büntetést rónak ki.
- 7. A leveleket két, kifejezetten ezzel megbízott tag írja alá.
- 8. Vita esetén a londoni műszaki intézet sakkegyesülete lép fel döntőbíróként.
- 9. Tévedések elkerülése végett az a fél, aki Párizsban kezd, azt „franciának”, aki pedig Pesten kezd, „magyarnak” nevezik majd.

Az ülés egyhangúlag elfogadta az összes feltételt, megválasztották Grimm műkereskedőt egy igazgatási bizottság elnökének, Ráday László gróf urat, Nagy v. (=von) Leót, Kozma v. Józsefet, J.C. Kohlmannt, Bernhard Pollackot, Joseph Mayert, A.C. Schenket tagoknak, és Joseph Taufsteint titkárnak. Szén, Löwenthal és Grimm lesznek a sakkjátékosok, akik egybehangzó többséggel döntenek arról, mi legyen a következő lépés; arra az esetre, ha ezeknek az uraknak nem kellene egybehangzó többséggel dönteniük, a C. és E. Zenner testvérekből és J.B. Oppenheimerből álló második bizottság érhető el, hogy eldöntsék, a javasolt lépések közül melyiket tegyék meg.
A francia fél első lépése volt: a király-gyaloggal két lépés.
A magyar fél már megküldte a lépését, így a francia játszmában hasonlóan az első lépés: a király-gyaloggal két lépés.
Ennek a szellemi játéknak a további lépéseit mindkét részről időben közölni fogom, és figyelmesen kifejtem.
Pest, 1842. november 17.